# Ozouer-le-Voulgis
Ozouër-le-Voulgis redirige ici.
Ozouer-le-Voulgis, parfois orthographié  Ozouër-le-Voulgis [ozwɛʁ.lə.vulʒi] , est une commune française située dans le département de Seine-et-Marne en région Île-de-France.

## Géographie

### Localisation

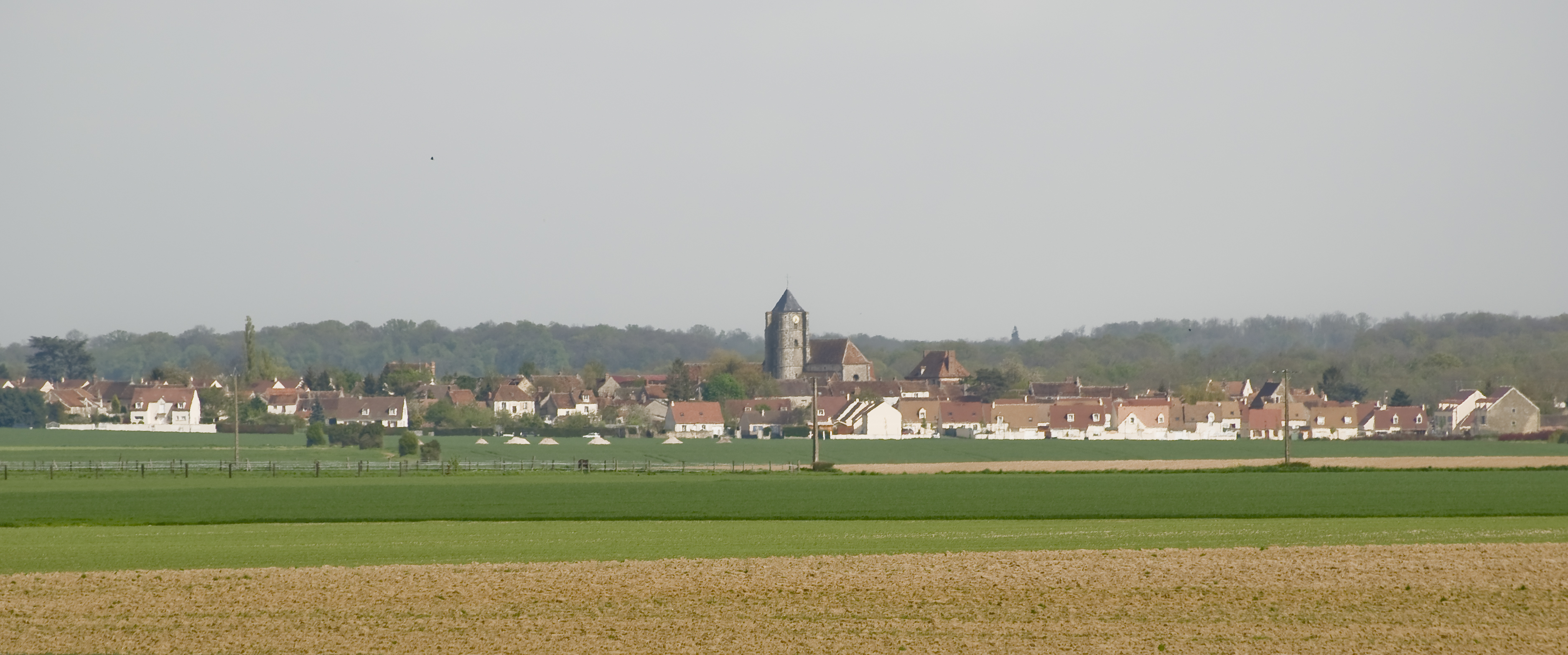
Paysage de la communje, photographié depuis le pont de la LGV.

La commune est située à environ  18,4 kilomètres au nord-est de Melun.
Elle se trouve dans l'aire d'attraction de Paris, dans la zone d'emploi de Melun et dans le bassin de vie de Fontenay-Trésigny

### Communes limitrophes
Les communes limitrophes sont  Chaumes-en-Brie, Châtres, Courquetaine, Liverdy-en-Brie, Solers et Yèbles.
| Courquetaine | Liverdy-en-Brie ; Châtres |                 |
| Solers       | Ozouer-le-Voulgis         | Chaumes-en-Brie |
|              | Yèbles                    |                 |

### Géologie et relief
La commune s'étend sur le plateau de la Brie, dans la partie orientale du bassin parisien, (approximativement entre les vallées de la Marne au nord, de la Seine au sud et la côte d'Île-de-France à l'est), et plus précisément, sur une colline légère (l'altitude varie de 62  à   104 mètres).
Ozouer-le-Voulgis est encadré de nombreuses barrières naturelles : à son est coule la Marsange derrière laquelle se trouve le Bois communal d'Ozouer-le-Voulgis ; à son sud-est, ce cours d'eau vient se jeter dans la rivière de l'Yerres qui borde le front sud-est du village et de l'autre rive de laquelle est situé le Bois de Vitry. La commune est d'autre part entourée de surfaces agricoles.

### Hydrographie

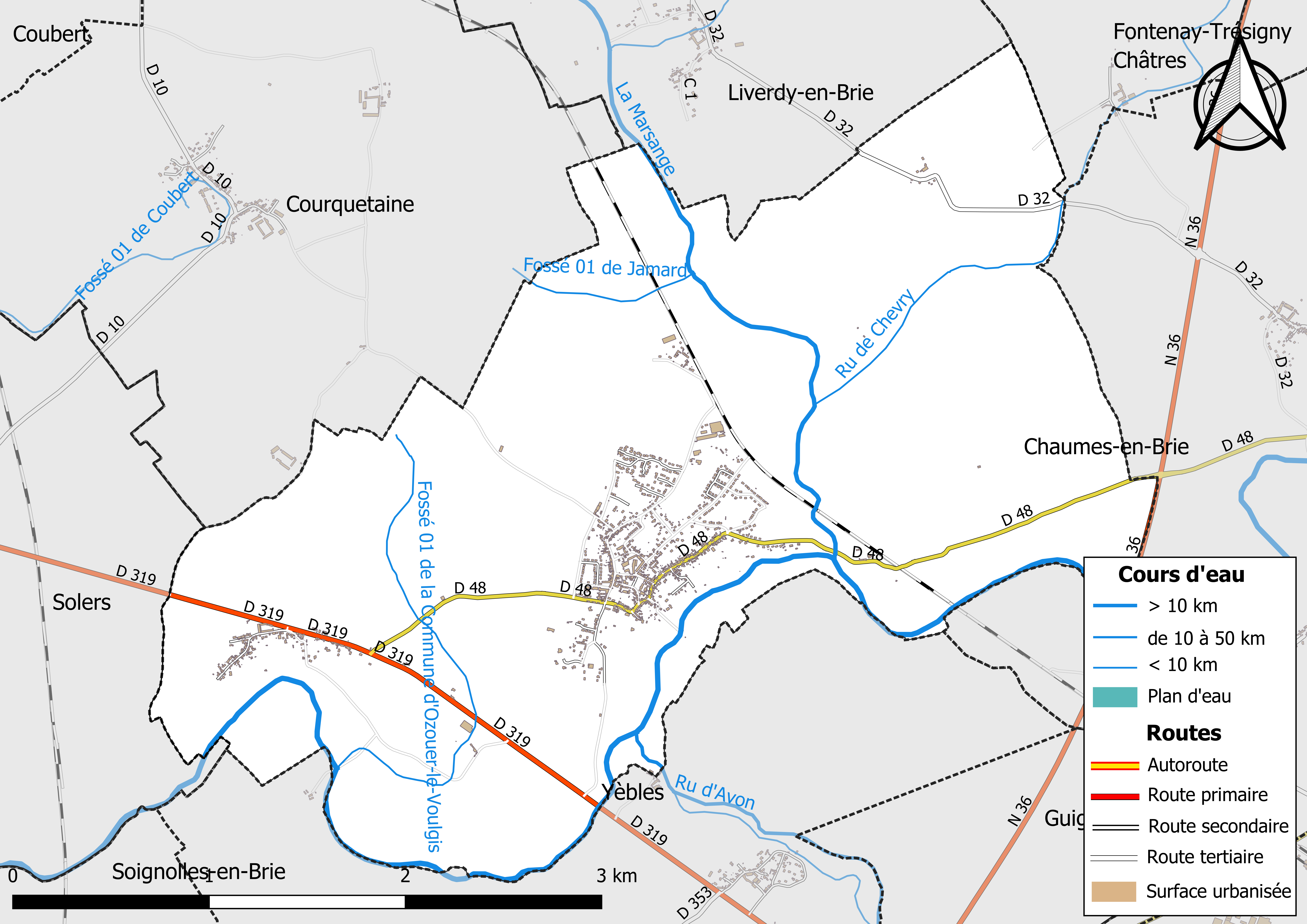
Carte hydrographique de la commune.

Le système hydrographique de la commune se compose de six cours d'eau référencés :
- l'Yerres[2] borde la commune sur tout son côté sud-est (5,807 km)  en front avec le bois de Vitry. Cette rivière est utilisée par la station d'épuration municipale (et non de potabilisation) pour rejeter les eaux usées. Sur Ozouer-le-Voulgis, quatre ponts permettent de traverser le cours d'eau ;
  - le ru d'Avon, long de 20,9 km[3], affluent de l'Yerres en rive gauche, prend sa source au sud de la commune ;
  - le fossé 01 de la Commune d'Ozouer-le-Voulgis, 2,8 km[4], affluent de l’Yerres ;
- la Marsange, longue de 30,4 km[5], à l'est du village, rejoint l'Yerres sur sa rive droite au niveau d'un pont ; cette dernière conserve son nom[6] ;
  - le ru de Chevry, cours d'eau naturel et canal de 6,09 km[7], affluent de la Marsange ;
  - le fossé 01 de Jamard, 0,99 km[8], affluent de la Marsange.

La longueur linéaire globale des cours d'eau sur la commune est de 13,99 km.

### Voies de communication et transports
Les deux grands axes routiers sur la commune sont la route nationale 36 et la route départementale 319, les axes secondaires sont la route départementale 48 et les routes communales reliant les communes de proximité entre elles.
Les axes Ozouer-le-Voulgis – Rozay-en-Brie et Ozouer-le-Voulgis – Melun sont respectivement desservis par les lignes d'autocars  34 et 37 de la compagnie Darche Gros.
Les gares les plus proches sont, par ordre croissant de distance : la gare de Verneuil-l'Étang, celle de Gretz-Armainvilliers et enfin celle de Tournan-en-Brie.

### Milieux naturels et biodiversité
Aucun espace naturel présentant un intérêt patrimonial n'est recensé en 2021 sur la commune dans l'inventaire national du patrimoine naturel,,.

### Climat
Pour des articles plus généraux, voir Climat de l'Île-de-France et Climat de Seine-et-Marne.
En 2010, le climat de la commune est de type climat océanique dégradé des plaines du Centre et du Nord, selon une étude du CNRS s'appuyant sur une série de données couvrant la période 1971-2000. En 2020, Météo-France publie une typologie des climats de la France métropolitaine dans laquelle la commune est exposée à un climat océanique altéré et est dans une zone de transition entre les régions climatiques « Sud-ouest du bassin Parisien » et « Nord-est du bassin Parisien ».
Pour la période 1971-2000, la température annuelle moyenne est de 11 °C, avec une amplitude thermique annuelle de 15,3 °C. Le cumul annuel moyen de précipitations est de 725 mm, avec 11,5 jours de précipitations en janvier et 8,1 jours en juillet. Pour la période 1991-2020, la température moyenne annuelle observée sur la station météorologique la plus proche, située sur la commune de Montereau-sur-le-Jard à 11 km à vol d'oiseau, est de 11,6 °C et le cumul annuel moyen de précipitations est de 657,9 mm,. Pour l'avenir, les paramètres climatiques de la commune estimés pour 2050 selon différents scénarios d'émission de gaz à effet de serre sont consultables sur un site dédié publié par Météo-France en novembre 2022.

## Urbanisme

### Typologie
Au 1er janvier 2024, Ozouer-le-Voulgis est catégorisée bourg rural, selon la nouvelle grille communale de densité à sept niveaux définie par l'Insee en 2022.
Elle est située hors unité urbaine. Par ailleurs la commune fait partie de l'aire d'attraction de Paris, dont elle est une commune de la couronne,. Cette aire regroupe 1 929 communes,.

### Occupation des sols

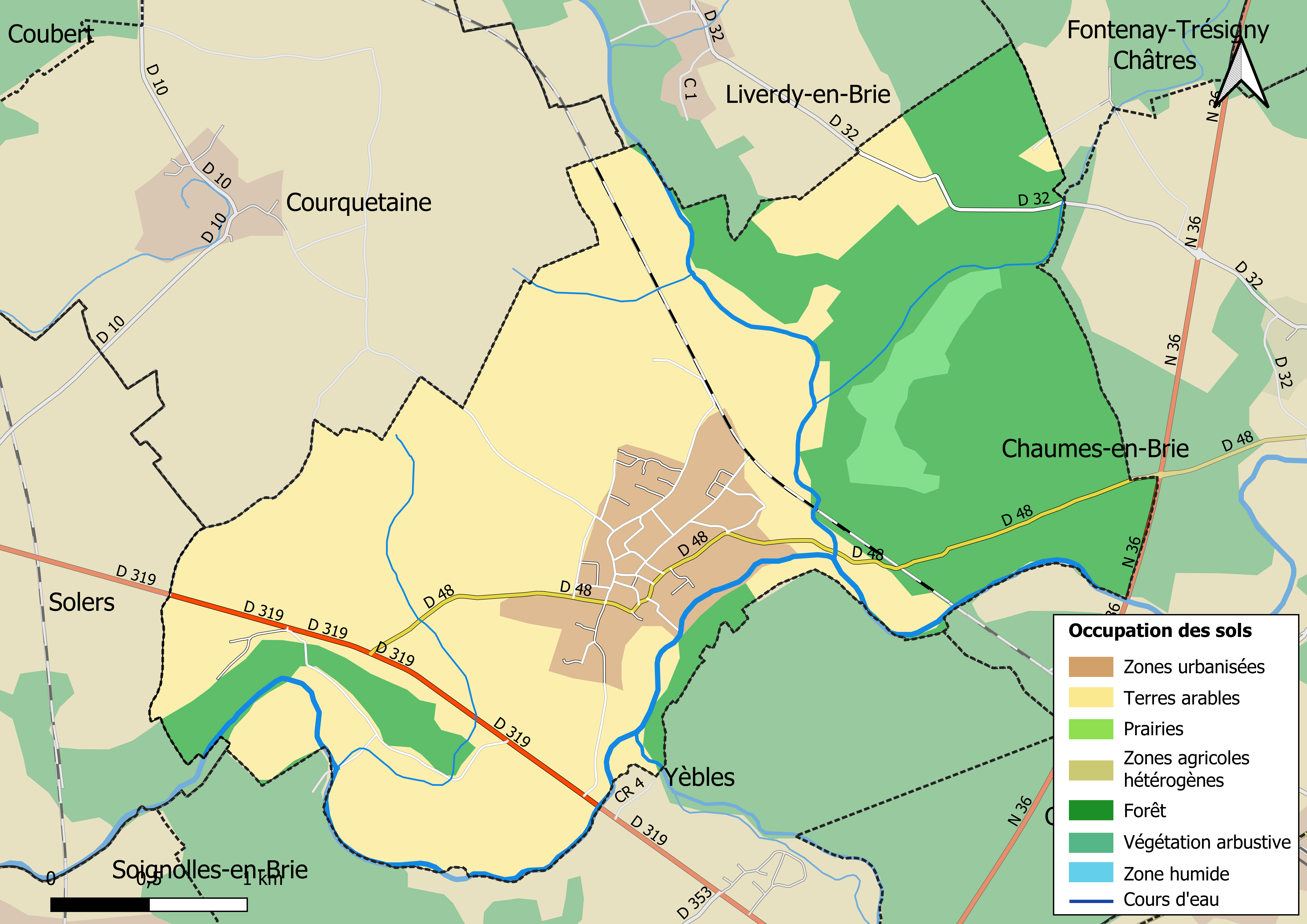
Carte des infrastructures et de l'occupation des sols de la commune en 2018 (CLC).

En 2018, le territoire de la commune se répartit en 57,2 % de terres arables, 31,8 % de forêts , 8,3 % de zones urbanisées et 2,7 % de milieux à végétation arbusive et/ou herbacée,.
La commune, par sa situation géographique rurale et son faible nombre d'habitants, est considérée comme un village. Ainsi, son territoire administratif est marqué par une très forte proportion  de surfaces agricoles ou forestières, voir le diagramme ci-contre.
La surface construite se compose quasiment uniquement de pavillons individuels (presque aucun immeuble) et d'une zone industrielle. On n'y distingue aucune rue principale comme dans bon nombre de communes, bien que l'on puisse considérer comme centre-ville les places de la mairie et de l'église Saint-Martin.

### Lieux-dits, hameaux et écarts
La commune compte 79 lieux-dits administratifs répertoriés consultables ici (source : le fichier Fantoir).
Les hameaux rattachés à la commune au nombre de quatre, la liste suivante les représente par ordre de distance à vol d'oiseau, croissante et approximative : Jamard (1,1 km), les Étards (1,9 km), la Goularderie (2,6 km), ainsi que la Chalotterie (3,5 km).

### Habitat et logement
En 2021, le nombre total de logements dans la commune était de 783, alors qu'il était de 738 en 2016 et de 700 en 2011.
Parmi ces logements, 91,4 % étaient des résidences principales, 2,8 % des résidences secondaires et 5,8 % des logements vacants. Ces logements étaient pour 91,5 % d'entre eux des maisons individuelles et pour 7,3 % des appartements.
Le tableau ci-dessous présente la typologie des logements à Ozouer-le-Voulgis en 2021 en comparaison avec celle de Seine-et-Marne et de la France entière. Une caractéristique marquante du parc de logements est ainsi la faible proportion des résidences secondaires et logements occasionnels (2,8 %) par rapport au département (3,1 %) et à la France entière (9,7 %).
| Typologie                                               | Ozouer-le-Voulgis | Seine-et-Marne | France entière |
| ------------------------------------------------------- | ----------------- | -------------- | -------------- |
| Résidences principales (en %)                           | 91,4              | 90,2           | 82,2           |
| Résidences secondaires et logements occasionnels (en %) | 2,8               | 3,1            | 9,7            |
| Logements vacants (en %)                                | 5,8               | 6,7            | 8,1            |

Le style architectural général de la commune est traditionnel, on y observe des pavillons individuels accolés en centre-ville et entourés par un jardin dans la périphérie, de forme rectangulaire munis d'un toit à deux pentes en tuiles.

## Toponymie
À l'origine, selon des sources locales, le bourg portait le nom d'Oratoire du chevalier du Voulgis. Celui-ci a évolué en deux parties :
- d'une part, oratoire a évolué en oroir avant que son " r " ne tombe pour laisser place à un " s " : " osoir " puis " osouer ", et enfin, avec la déformation du " s " , la forme actuelle qui suit : " ozouer " .
- de l'autre, la seconde partie du nom " du chevalier du Voulgis " s'est raccourci pour donner " du Voulgis ", et enfin, par raison esthétique, la forme " le Voulgis " est apparue.

L'appellation a donc traversé les états suivants : " Oratoire du chevalier du Voulgis " , puis " Oratoire du Voulgis " , par la suite " Oroir du Voulgis " , " Osoir-le-Voulgis " , " Osouer-le-Voulgis " et enfin " Ozouer-le-Voulgis " , forme actuelle dont les premières écrits l'usant remontent au début du XIXe siècle.

## Histoire

### Moyen Âge
Plusieurs seigneuries co-existaient ou se sont succédé à Ozouer-le-Voulgis. Par exemple les Célestins, dits les seigneurs temporels d'Ozouer : le prieuré des Célestins, fondé en 1406 par le Grand-maître Jean de Montaigu de Marcoussis (comme dépendance du couvent des Célestins qu'il avait fondé en 1404 à Marcoussis ; le Grand-maître finit tragiquement, exécuté en octobre 1409), devint le domaine des Marcoussis qu'acheta et habita le peintre David ; les Braque, puis les de L'Hospital depuis l'ancêtre Giani/Jean de Gallucio, du chef de sa femme Jeanne Braque de Soisy-aux-Loges (2e moitié du XIVe siècle) : cette famille avait aussi à proximité Vitry-Coubert à Guignes, dont le maréchal de Vitry prit le nom ; Jean de Longueil, conseiller au Parlement et commissaire aux enquêtes du Palais dans la 2e moitié du XVIIe siècle, au fief de la Grange-Neuve.
Les Hospitaliers de l'ordre de Saint-Jean de Jérusalem étaient aussi propriétaire d'une seigneurie à Ozouer-le-Voulgis. Une grange avec les terres avait pour origine leur domaine. C'est Rely d'Ozouer, qui écuyer, cède, en avril 1303, à Ithier de Nanteuil, prieur de France, son domaine. À la suite de multiples améliorations, cette grange devient une ferme qui comptait une centaine d'arpents de terre.
Le commandeur avait les droits de haute, moyenne et basse justice sur la seigneurie ainsi qu'un droit de pêche dans la rivière.

### Époque contemporaine

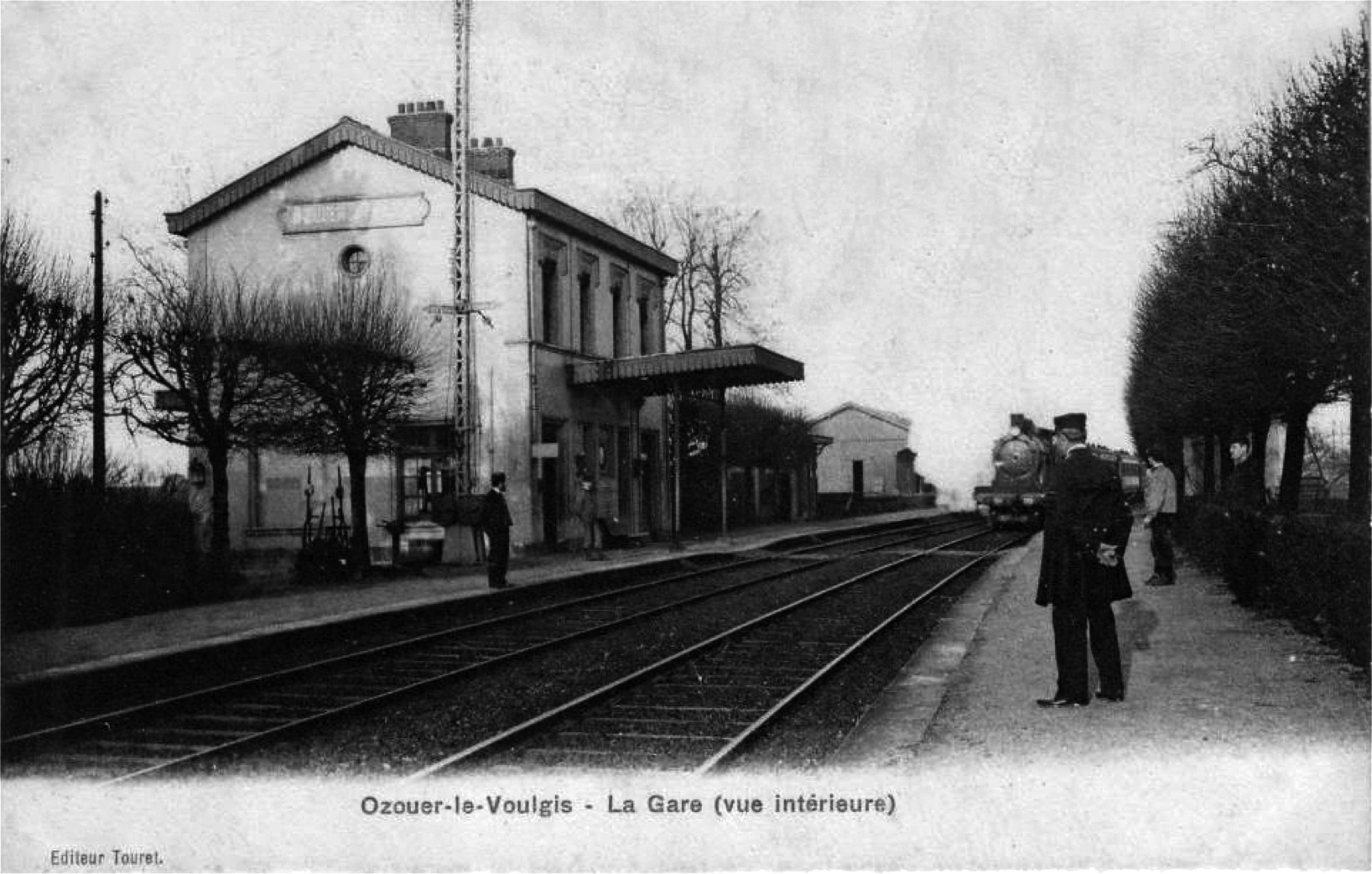
La gare d'Ozouer-le-Voulgis vers 1900.

La Compagnie des chemins de fer de l'Est met en service la station d'Ozouer lors de l'ouverture au service commercial, le 25 avril 1857, de la section de Nogent - Le Perreux à Nangis de la ligne de Paris-Est à Mulhouse-Ville.
La date de fermeture de la gare au service ferroviaire de voyageurs reste inconnue, mais on peut situer celle-ci entre 1937 et 1975.
Le 1er janvier 1973, Ozouer-le-Voulgis fusionne avec la commune de Courquetaine, voisines mais séparées physiquement : il en résulte Ozouer-Courquetaine. Cependant, la situation initiale est rétablie le 1er janvier 1982.
Si Ozouer-Courquetaine avait perduré jusqu'à aujourd'hui, elle cumulerait 2 028 habitants, sur une surface de 19,12 km2

## Politique et administration

### Rattachements administratifs et électoraux

#### Rattachements administratifs
La commune se trouve  dans l'arrondissement de Melun du département de Seine-et-Marne.
Elle faisait partie depuis 1793 du canton de Tournan-en-Brie. Dans le cadre du redécoupage cantonal de 2014 en France, cette circonscription administrative territoriale a disparu, et le canton n'est plus qu'une circonscription électorale.

#### Rattachements électoraux
Pour les élections départementales, la commune fait partie depuis 2014 du canton de Fontenay-Trésigny,.
Pour l'élection des députés, elle fait partie de la neuvième circonscription de Seine-et-Marne.

### Intercommunalité
Ozouer-le-Voulgis a  adhéré le 1er janvier 2013 à la communauté de communes des Gués de l'Yerres, un établissement public de coopération intercommunale (EPCI) à fiscalité propre créé fin 2004 et auquel la commune a transféré un certain nombre de ses compétences, dans les conditions déterminées par le code général des collectivités territoriales.
Dans le cadre des dispositions de la loi portant nouvelle organisation territoriale de la République du 7 août 2015, qui prévoit que les établissements publics de coopération intercommunale (EPCI) à fiscalité propre doivent avoir un minimum de 15 000 habitants, cette intercommunalité est dissoute et certaines de ses communes, dont Ozouer-le-Voulgis rejoignent le 1er janvier 2017, la communauté de communes Brie des Rivières et Châteaux formée à cette date par la fusion d'autres intercommunalités.

### Tendances politiques et résultats
Longtemps marquée par les rapports sociaux découlant de la propriété foncière, la Seine-et-Marne est, de manière générale, un département de tradition plutôt conservatrice, même si elle a été rapidement, sous la Troisième République, gagnée aux idées républicaines. Cette tradition conservatrice se manifeste notamment dans les arrondissements ruraux de Seine-et-Marne, où sont régulièrement élus des candidats issus des partis de droite.
Lors du second tour des élections municipales de 2014 en Seine-et-Marne, la liste sans étiquette menée par Nicolas Guillen obtient la majorité absolue des suffrages exprimés, avec 447 voix (53,27 %, 15 conseillers municipaux élus dont 3 communautaires), devançant de 55 voix celle, DVD, menée par Bernard Troadec (392 voix, 46,72 %, 4 conseillers municipaux élus dont 1 communautaire).
Lors de ce scrutin, 33,38 % des électeurs se sont abstenus.
Lors des élections municipales de 2020 en Seine-et-Marne, la liste menée par le maire sortant Nicolas Guillen est la seule candidate et obtient donc la totalité des 368 suffrages exprimées. Elle est élue en totalité et 2 de ses membres sont également conseillers communautaires.
Lors de ce scrutin marqué par la pandémie de Covid-19 en France, 66,25 % des électeurs se sont abstenus et 14,61 % des votants ont choisis un bulletion blanc ou nul.

### Liste des maires
| Période                                                                                               | Période                       | Identité              | Étiquette | Qualité                                                        |
| --- | ----------------------------- | --------------------- | --------- | -------------------------------------------------------------- |
| Les données manquantes sont à compléter.                                                              |                               |                       |           |                                                                |
| |                               |                       |           |                                                                |
| avant 1879                                                                                            |                               | Jules-Victor Courtaud |           | Huissier en retraite                                           |
| |                               |                       |           |                                                                |
| 1953                                                                                                  |                               | Guy Beaufils          | DVD       | Industriel                                                     |
| 1973-1982 : Ozouer-le-Voulgis et Courquetaine fusionnent pour former la commune d'Ozouer-Courquetaine |                               |                       |           |                                                                |
| Les données manquantes sont à compléter.                                                              |                               |                       |           |                                                                |
| mars 1989                                                                                             | avril 2014                    | Guy Bossard,          | SE        | Cadre informatique                                             |
| avril 2014                                                                                            | septembre 2022 (démission)    | Nicolas Guillen       | SE        | Directeur technique                                            |
| décembre 2022                                                                                         | En cours (au 18 janvier 2024) | Gérard Champin        | SE        | Agriculteur Élu à la suite d'une élection municipale partielle |

## Équipements et services publics

### Enseignement
Ozouer-le-Voulgis dispose d'une école publique maternelle et d'une école élémentaire. Les élèves souhaitant poursuivre leurs études à proximité pourront rejoindre le collège public Charles-Peguy de Verneuil-l'Étang, puis le lycée Simone-Signoret à Vaux-le-Pénil.[réf. nécessaire]

### Équipements culturels
La commune possède une bibliothèque municipale entièrement animée par des bénévoles ; celle-ci contient 5 000 ouvrages dont la moitié est prêtée par la médiathèque départementale, elle-même riche de 400 000 ouvrages. La bibliothèque sert par extension de lieu d'animations culturelles telles des expositions, lectures de contes ou ateliers à thèmes.

### Santé
L'établissement de santé public le plus proche est le centre hospitalier Marc-Jacquet, 2 rue Fréteau-de-Peny 77000 Melun, 01 64 71 60 00.
Les établissements privés à proximité sont les suivants, par ordre croissant de distance :  la clinique de Tournan, à Tournan-en-Brie, l'hôpital privé Claude-Galien à Quincy-sous-Sénart et enfin la clinique Saint-Jean-l’Ermitage à Melun.

### Justice, sécurité, secours et défense
Ozouer-le-Voulgis relève du tribunal d'instance de Melun, du tribunal de grande instance de Melun, de la cour d'appel de Paris, du tribunal pour enfants de Melun, du conseil de prud'hommes de Melun, du tribunal de commerce de Melun, du tribunal administratif de Melun et de la cour administrative d'appel de Paris[réf. nécessaire]

## Population et société

### Démographie
L'évolution du nombre d'habitants est connue à travers les recensements de la population effectués dans la commune depuis 1793. Pour les communes de moins de 10 000 habitants, une enquête de recensement portant sur toute la population est réalisée tous les cinq ans, les populations de référence des années intermédiaires étant quant à elles estimées par interpolation ou extrapolation. Pour la commune, le premier recensement exhaustif entrant dans le cadre du nouveau dispositif a été réalisé en 2004.

En 2022, la commune comptait 2 002 habitants, en évolution de +5,65 % par rapport à 2016 (Seine-et-Marne : +3,92 %, France hors Mayotte : +2,11 %).
| 1793 | 1800 | 1806 | 1821 | 1831 | 1836 | 1841 | 1846 | 1851 |
| ---- | ---- | ---- | ---- | ---- | ---- | ---- | ---- | ---- |
| 750  | 851  | 800  | 820  | 889  | 845  | 872  | 910  | 823  |

| 1856 | 1861 | 1866 | 1872 | 1876 | 1881 | 1886 | 1891 | 1896 |
| ---- | ---- | ---- | ---- | ---- | ---- | ---- | ---- | ---- |
| 856  | 882  | 835  | 794  | 874  | 943  | 939  | 967  | 861  |

| 1901 | 1906 | 1911 | 1921 | 1926 | 1931 | 1936 | 1946 | 1954 |
| ---- | ---- | ---- | ---- | ---- | ---- | ---- | ---- | ---- |
| 867  | 784  | 804  | 767  | 803  | 839  | 892  | 884  | 962  |

| 1962 | 1968 | 1975  | 1982  | 1990  | 1999  | 2004  | 2006  | 2009  |
| ---- | ---- | ----- | ----- | ----- | ----- | ----- | ----- | ----- |
| 999  | 887  | 1 013 | 1 112 | 1 286 | 1 544 | 1 602 | 1 644 | 1 816 |

| 2014  | 2019  | 2022  | - | - | - | - | - | - |
| ----- | ----- | ----- | - | - | - | - | - | - |
| 1 848 | 1 921 | 2 002 | - | - | - | - | - | - |

## Économie
Découpage des entreprises d'Ozouer-le-Voulgis par secteur d'activité
- Agriculture (8,2 %)
- Industrie (8,2 %)
- Construction (13,6 %)
- Commerce, transports et autres services (63,6 %)
- Administration publique, enseignement, santé et action sociale (6,4 %)

### Revenus de la population
En 2011, pour les 649 ménages de la commune, le revenu fiscal médian annuel par ménage s'élevait à 48 456 €.

### Emploi
Parmi la population, on compte 79,9 d'actifs (entre 15 et 64 ans) dont 7,4 % de chômeurs

### Entreprises
La commune compte 110 établissements actifs à la date du 31 décembre 2012 les découpages suivants exposés dans le diagramme ci-dessous.

### Commerces
Le centre-ville d'Ozouer-le-Voulgis comprend, disposés en arc de cercle devant l'église Saint-Martin, une supérette indépendante, une boulangerie artisanale et un cabinet d'ostéopathie. Plus loin, à proximité de la mairie se situe un salon de coiffure mixte.
Il se tient dans la commune un marché hebdomadaire, sur la place de l'Église : le vendredi matin, un marchand de fruits et légumes, un charcutier-traiteur.

## Culture locale et patrimoine

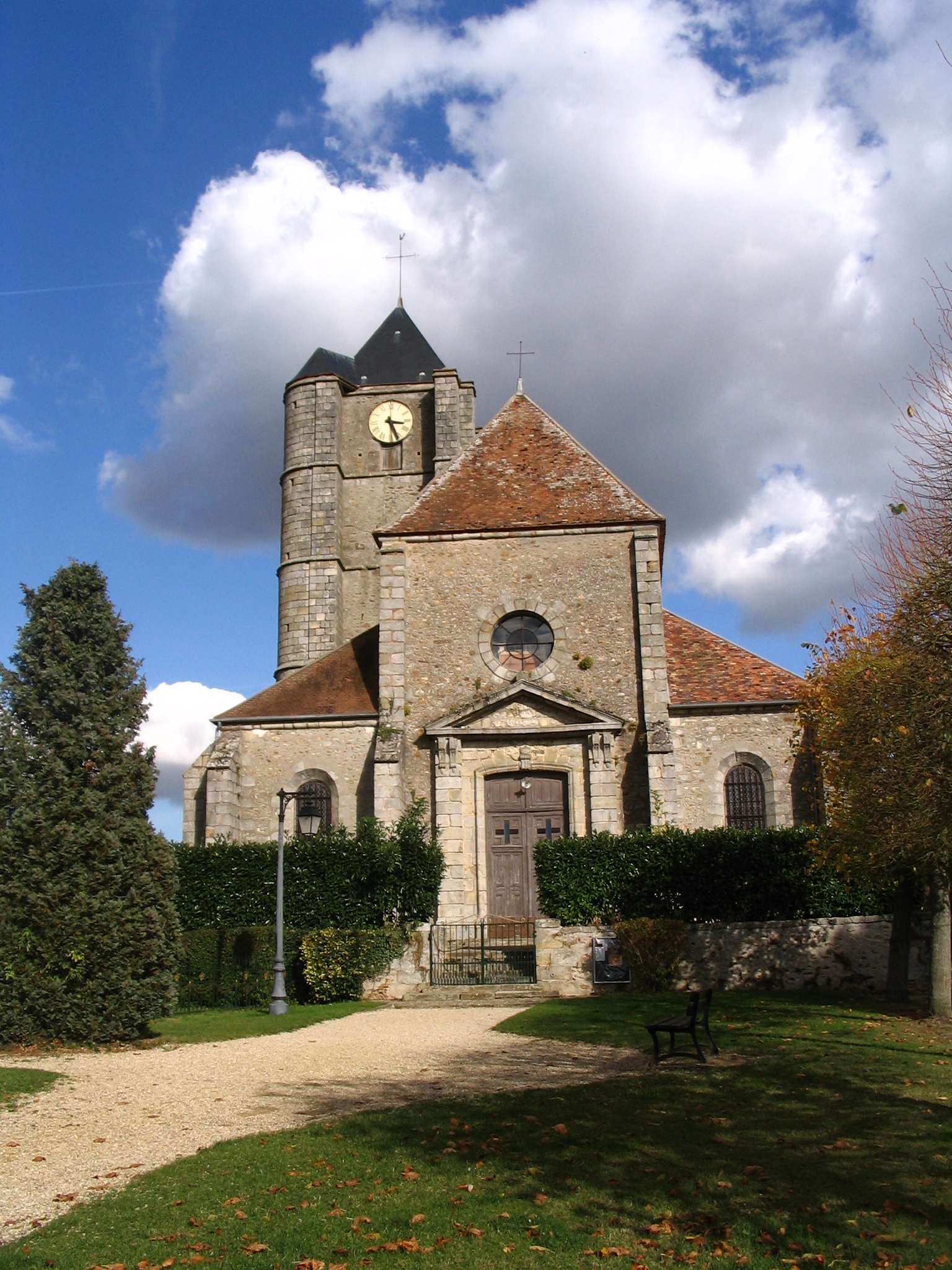
L'église Saint-Martin.

### Lieux et monuments
- L'église Saint Martin - période : 1530-1540 ; site classé monument historique[43].

L'édifice de style Renaissance a été édifié vers 1530-1540 et restauré vers 1727. Matériaux : grès local et meulière, chênes de la forêt voisine.
Buffet d'orgue XVIIIe s, retable du maître autel avec toile de Dumesnil. Très beaux fonts baptismaux de 1731. Deux chapelles latérales avec retables et tableaux.
- L'actuel lavoir d'Ozouer-le-Voulgis est construit aux environs des années 1848.

Un plan d'architecte présenté par MF BUVAL, daté du 15 juin 1848, a été approuvé par le conseil municipal du 4 juillet 1848.
De nos jours ce lavoir est quasiment à l'identique à ce qu'il était lors de son édification : il se présente en un bâtiment adossé à un mur, ouvert sur trois faces par des arcades de brique sur pilier de pierre et couvert d'un toit en charpente à trois pentes douces.

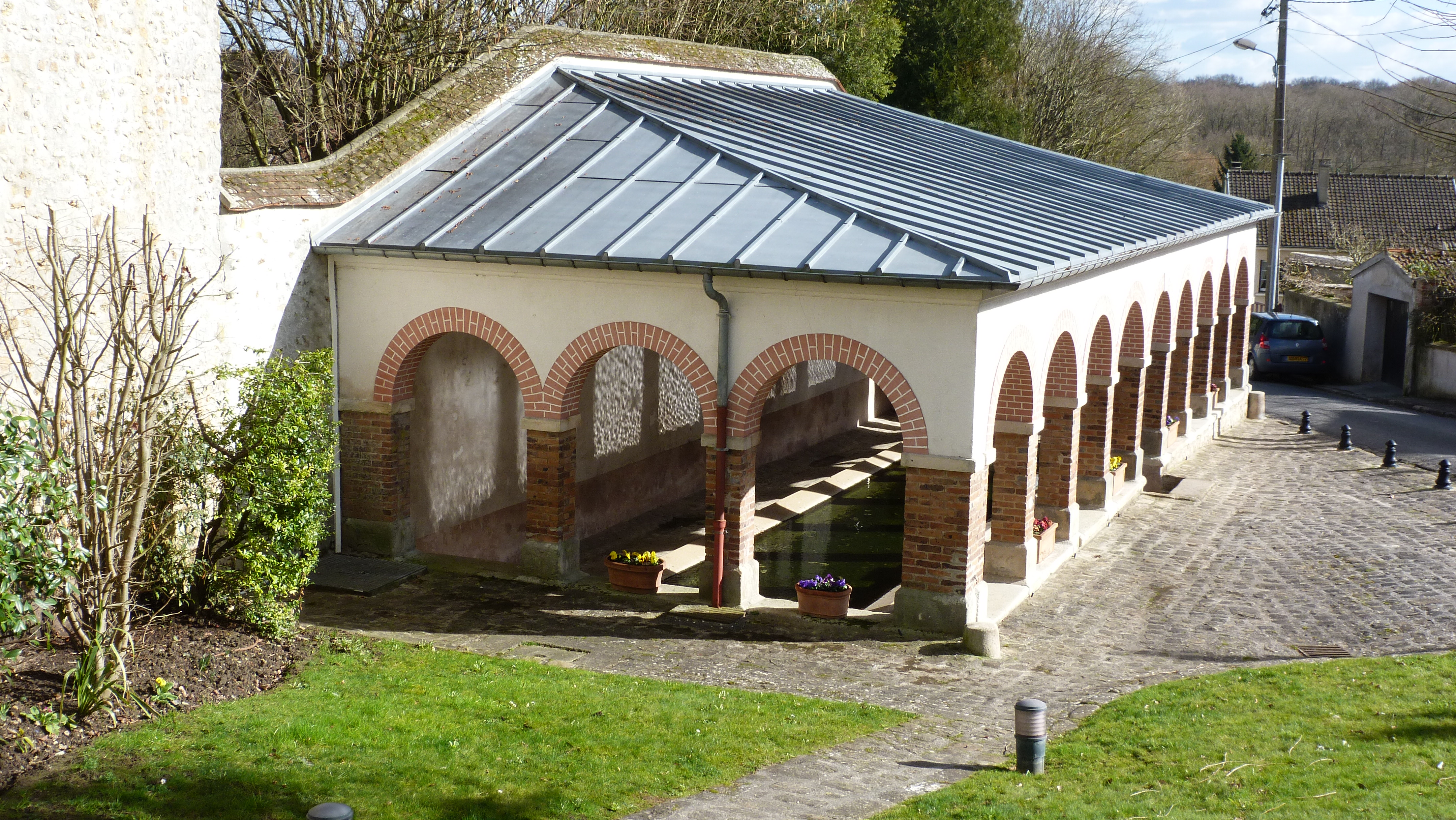
Le lavoir d'Ozouer-le-Voulgis.
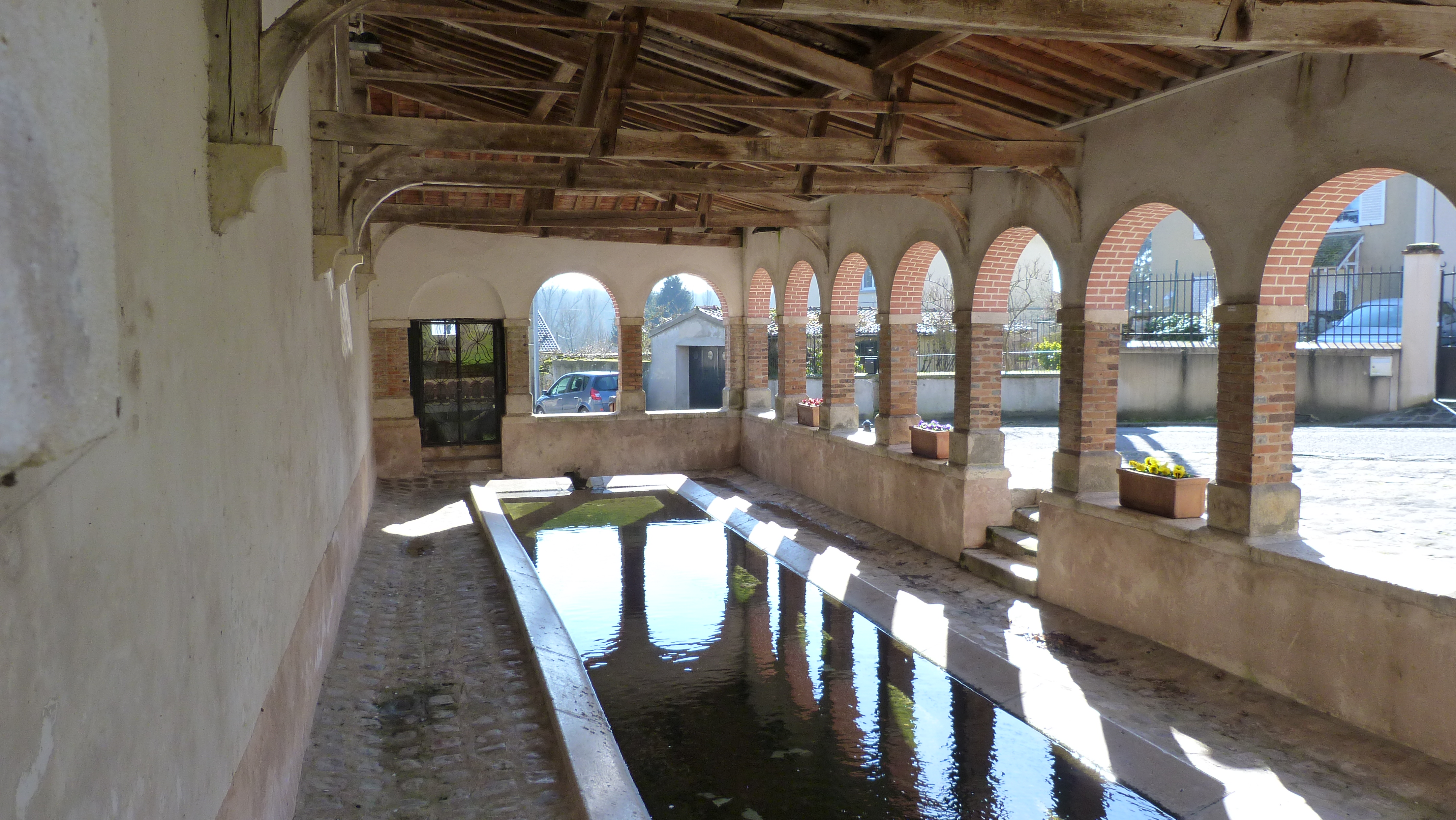
L'intérieur du lavoir d'Ozouer-le-Voulgis.

### Personnalités liées à la commune

#### Jacques-Louis David
Le village a séduit au XIXe siècle, le peintre néoclassique Jacques-Louis David. David à qui l'on doit Marat assassiné ou encore Le Serment du Jeu de Paume connaissait bien le canton. Il séjournait fréquemment dans la propriété de son beau-frère Pierre Sériziat (dont la femme Emilie Pécoul était la sœur de l'épouse de David, Marguerite-Charlotte Pécoul), à la ferme de Saint-Ouen, à Favières, au nord de Tournan.
Il s'y était retiré après sa première incarcération en 1794 après la chute de Robespierre. C'est de Favières qu'il écrit une lettre dans laquelle il confie « Je mène une vie qui me plaît beaucoup, je suis au milieu de la nature, employé aux travaux de la campagne et de mon art ». C'est à Favières encore qu'il est arrêté pour la deuxième fois au printemps 1795. Amnistié en automne, il reprend ses pinceaux et entreprend l'élaboration des Sabines. Avec les 65 000 francs que lui rapporte l'exposition de cette œuvre, il achète la ferme des Marcoussis, ancien prieuré des Célestins à Ozouer-le-Voulgis (voir plus haut : Histoire). Il y a fréquemment séjourné sous l'Empire.
C'est là qu'il aurait conçu Le Sacre de Napoléon. La chute de l'Empire le contraint à s'exiler à Bruxelles et il ne reverra jamais sa propriété d'Ozouer qui reviendra en héritage à sa fille, Émilie Meunier.
La rue Jacques-Louis-David porte aujourd'hui le nom de cet artiste-peintre ayant résidé dans la commune.

#### Jude de Cresne
La dame Jude de Cresne, dans son testament, aurait offert en 1206 au village l'actuel bois communal d'Ozouer-le-Voulgis, qui s'étend au nord-est sur une surface d'environ 2,3 km2.
Ce don fit polémique en 1600 lorsque les seigneurs de Maurevert (de la famille de Louviers, à laquelle appartenait Charles de Louviers) revendiquèrent la propriété du bois et attaquèrent la commune en justice à plusieurs reprises.
La rue Jude-de-Cresne à Ozouer-le-Voulgis porte aujourd'hui le nom de cette bienfaitrice pour la commune.

## Pour approfondir